# Hygroplitis melligaster
Hygroplitis melligaster är en stekelart som först beskrevs av Léon Abel Provancher 1886.  Hygroplitis melligaster ingår i släktet Hygroplitis och familjen bracksteklar. Inga underarter finns listade i Catalogue of Life.